# Achang
Los achang (chino: 阿昌族) son una minoría étnica, una de las 56 oficialmente reconocidas por el gobierno de la República Popular China. Habitan en la provincia de Yunnan, sobre todo en la zona de la prefectura autónoma Dehong Dai-Jingpo. Actualmente son unos 30 000.

## Idioma
Los achang tienen su propia lengua, el idioma achang, perteneciente al grupo de lenguas tibetano-birmanas de la familia de las lenguas sino-tibetanas. Se trata de un idioma tonal, compuesto por cuatro tonos distintos.
Los achang residentes en la zona de Husa hablan un idioma diferente al resto. Es también un idioma compuesto por cuatro tonos, pero está mucho más influenciado por el chino. 
El idioma achang no tiene un lenguaje escrito, por lo que se suelen utilizar los caracteres del chino. Muchos achang hablan también el idioma de los dai, sobre todo para realizar transacciones comerciales. Además, hablan el chino y algunos el birmano y la lengua de los jingpo.

## Historia
Los achang son unos de los primeros habitantes de la provincia de Yunnan. Sus antepasados vivieron cerca del río Lancang y, a partir el siglo XII, empezaron a emigrar hacia la orilla oeste del río Nu.
En el siglo XIII, algunos de ellos se establecieron en la zona de Longchuan, mientras que otros se trasladaron hasta Lianghe. Durante el periodo de las dinastías Ming y Qing estuvieron gobernados por jefes locales.

## Cultura
Gran parte de la historia y de las tradiciones de los achang se han transmitido de generación en generación a través de la música y las canciones. La música es uno de los principales entretenimientos de este pueblo, que suele terminar todas las celebraciones con cantos y bailes.
Las jóvenes solteras suelen peinar su pelo con dos trenzas que recogen sobre su cabeza. La vestimenta típica de los achang es muy variada según las zonas en las que habitan. Las mujeres casadas visten faldas largas mientras que las solteras utilizan pantalones.
Los hombres suelen utilizar los colores azul, blanco o negro para realizar sus camisas, abotonadas a un lado. Los hombres solteros envuelven su cabeza con una tela de color blanco mientras que los casados la usan de color azul.
En los funerales budistas de los achang, se ata al ataúd una larga cinta de tela, de unos 20 metros. Durante la ceremonia, el monje encargado del ritual, camina frente al féretro sujetando la cinta. Con ello se quiere significar la ayuda que ejerce el religioso para que el alma del difunto llegue a su destino final. El fallecido es enterrado sin ningún elemento metálico, ni siquiera joyas, ya que se cree que esos elementos contaminan la futura reencarnación.

## Religión
La mayoría de los achang que viven en la zona de la llanura Fusa creen en el budismo aunque muchos de ellos siguen practicando el culto a los ancestros y el politeísmo. 
En las casas están presenten pinturas que representan a sus dioses y demonios a los que se ride culto. Hay también pequeños grupos de cristianos. Gran parte de los jóvenes que han recibido educación fuera de los poblados son ateos.
- Datos: Q849739
- Multimedia: Achang people / Q849739